# Šamší-Adad IV.
Šamší-Adad IV. (dosl. Mé slunce – Adad) byl král Asýrie v letech 1054–1050 př. n. l. Byl to nejmladší syn krále Tigletpilesara I. a bratr předchozích králů Ašaréd-apil-Ekura a Aššur-bél-kaly.
Jako uzurpátor se dostal na trůn odstraněním svého synovce Eríba-Adada II. Nezachovaly se o něm žádné záznamy, pouze zmínka o obnovení zničeného chrámu. Po jeho smrti na asyrský trůn usedl jeho syn Aššurnasirpal I.